# Torre Scotia
La Torre Scotia (in francese: Tour Scotia) è un grattacielo di Montréal in Canada.

## Storia
I lavori di costruzione dell'edificio furono terminati nel 1990. Da allora ospita gli uffici montrealesi della banca canadese Banque Scotia.

## Descrizione
Il grattacielo, che conta 27 piani fuori terra più 4 interrati, raggiunge un'altezza di 128 metri.